# 하토 야스히로
하토 야스히로(일본어: 波戸 康広, 1976년 5월 4일 ~ )는 일본의 은퇴한 축구 선수이다.

## 구단 경력
1995년 J1리그의 요코하마 플뤼겔스에 입단했다. 1998년에 천황배 우승을 차지했다. 1999년 요코하마 F. 마리노스로 이적했다. 2003년에 J1리그 우승을 차지했다. 2004년까지 110경기에 출전하여, 1득점을 넣었다. 2004년 4월 가시와 레이솔로 이적했다. 2006년 오미야 아르디자로 이적했다. 2009년까지 123경기에 출전. 2010년 요코하마 F. 마리노스로 복귀했다. 2011년후 현역 은퇴.

## 국가대표팀 경력
그는 2001년 4월 25일 스페인과의 경기에서 일본 국가대표팀에 데뷔했다. 2001년 FIFA 컨페더레이션스컵에도 출전, 준우승에 기여했다. 그는 200년까지 국제 A매치 통산 15경기에 출전했다.

## 통계
| 일본 | 일본 | 일본 |
| 연도 | 출전 | 득점 |
| ---- | ---- | ---- |
| 2001 | 10   | 0    |
| 2002 | 5    | 0    |
| 통산 | 15   | 0    |